# Pinus kesiya
Pinus kesiya es una especie arbórea perteneciente a la familia de las Pinaceae, uno de los pinos más extendidos por Asia.

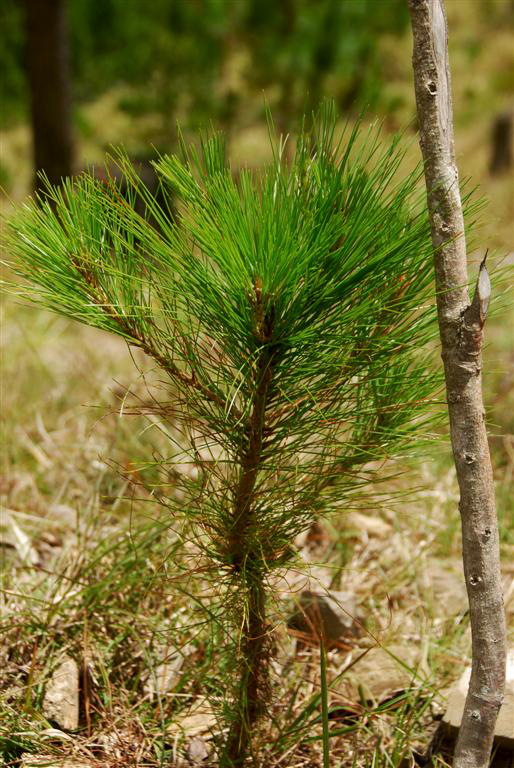
Vista de la planta joven.

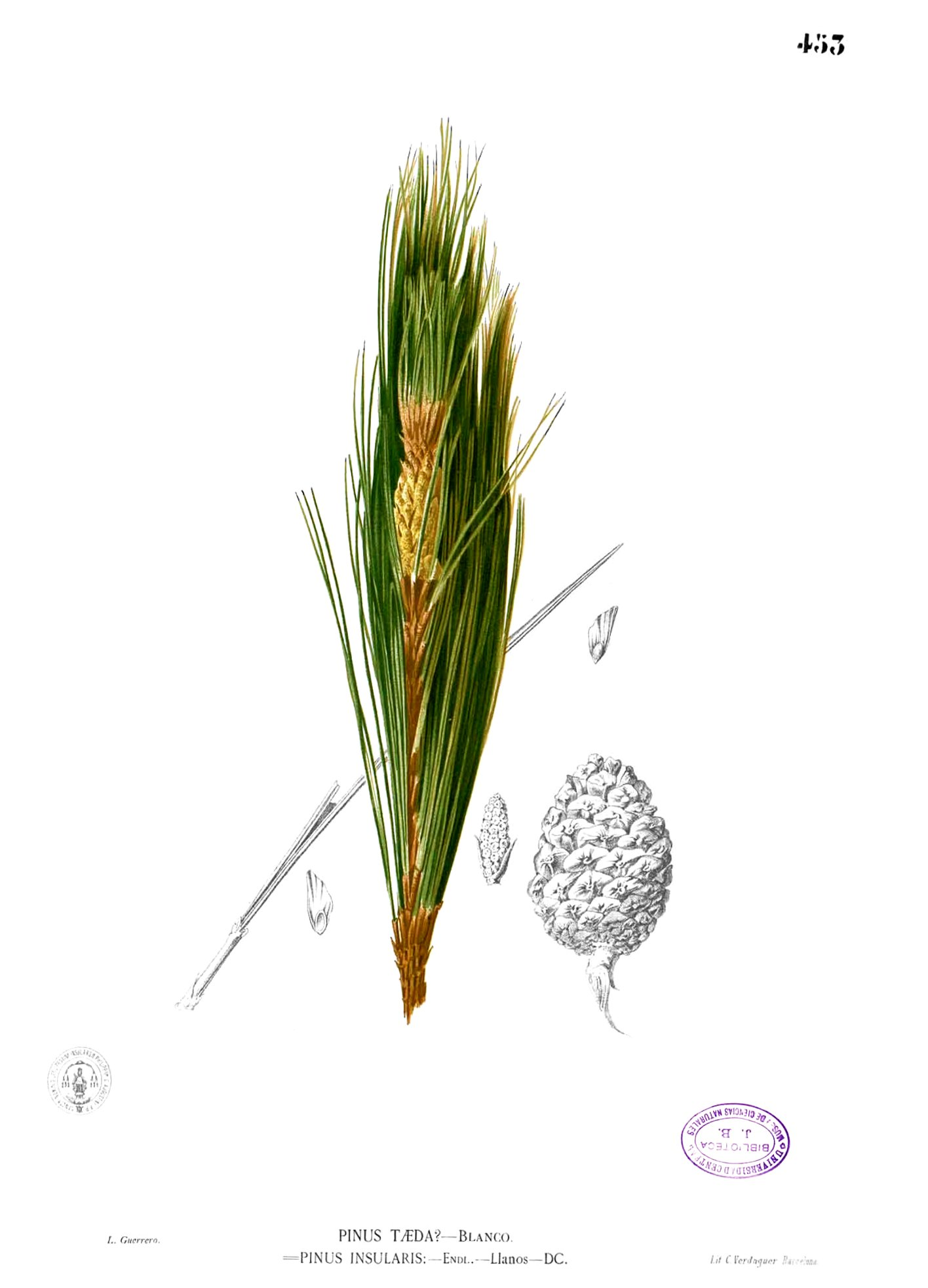
Detalle de las semillas.

## Distribución y hábitat
Su área de distribución se extiende por el sur y el este desde las colinas Khasi del noreste del estado hindú de Meghalaya de donde tiene su nombre hasta el norte de Tailandia, Birmania, Laos, el extremo sur de China, Vietnam y las Filipinas. La población original de Pinus kesiya es especialmente densa en la India y Birmania y bastante dispersa en el resto de su territorio natural. Es una importante especie cultivada en el resto del mundo, incluyendo el sur de África y Sudamérica.
La población filipina es conocida a veces como Pinus insularis; sin embargo, actualmente se piensa que es sinónimo de P. kesiya. La ciudad de Baguio recibe el mote de "Ciudad de los Pinos", por tener ejemplares destacados de este árbol.

## Descripción
Es un árbol que alcanza los 30-35 m de alto con un tronco recto y cilíndrico. La corteza es gruesa de pardo oscuro, con profundas fisuras longitudinales. Las ramas son robustas, pardo rojizo desde el segundo año, las ramillas son horizontales y caedizas. Las hojas son acículas, verde oscuro, normalmente 3 por fascículo, 15-20 cm de largo, la vaina del fascículo 1-2 cm de largo y persistente. El estróbilo es ovoide, 5-9 cm de largo, a menudo curvado hacia abajo, a veces ligeramente distorsionado; las escamas de los conos de segundo año son densas, el umbo un poco convexo, a veces agudamente espinoso. Las escamas tienen crestas longitudinales y transversales cruzando el medio de la superficie de la escama. Las semillas son aladas, 6-7 mm de largo con un ala de 1,5-2.5 cm. La polinización se produce a mediados de la primavera, con los conos madurando 18-20 meses después.
Pinus kesiya usualmente crece en arboletas muras, o mezclados con árboles de hoja ancha, pero no forma bosques abiertos de pino.

## Uso comercial
La madera suave y ligera del Pinus kesiya puede usarse para diversas aplicaciones, incluyendo cajas, pulpa de papel y postes eléctricos temporales. Se usa intensamente para madera, talándose tanto en bosques naturales como en cultivos.
La resina de buena calidad no es abundante y no se usó mucho salvo en la época colonial española en las Filipinas para la producción de trementina.

## Taxonomía
Pinus kesiya fue descrita por Royle ex Gordon  y publicado en Gardeners' magazine. London 16: 8. 1840.
Etimología
Pinus: nombre genérico dado en latín al pino.
kesiya: epíteto geográfico que alude a su localización en las colinas Khasi.
Sinonimia
- Pinus cavendishiana Parl.
- Pinus insularis var. khasyana (Griff.) Silba
- Pinus kasya Parl.
- Pinus kasya Royle ex Parl.
- Pinus khasia Engelm.
- Pinus khasya Hook.f.
- Pinus khasyana Griff.[6][7][8]

var. langbianensis (A.Chev.) Gaussen ex Bui
- Pinus insularis Endl.
- Pinus insularis var. langbianensis (A.Chev.) Silba
- Pinus kesiya subsp. insularis (Endl.) D.Z.Li
- Pinus langbianensis A.Chev.
- Pinus taeda Blanco
- Pinus timoriensis Loudon

## Nombres locales
Localmente el Pinus kesiya  se llama:
- birmano: ထင်းရှူး (tʰí̃ yú)
- laosiano: ຄົວ (kʰúa)
- vietnamita: Thông ba lá